# Иерофей (Афонин)

Епископ Иерофей

Епископ Иерофей (в миру Тимофей Дмитриевич Афонин, широко распространён искажённый вариант Афоник, другая фамилия — Федотов; 26 апреля 1893, Погореловка, Калужская губерния — 16 мая 1928, Великий Устюг) — епископ Русской православной церкви, епископ Никольский, викарий Великоустюжской и Северо-Двинской епархии.

## Биография

### Ранние годы
Тимофей Афонин родился 26 апреля 1893 года в крестьянской семье в деревне Погореловка (иначе Погорелово) Полянской волости Перемышльского уезда Калужской губернии (ныне административный центр Сельского поселения «Деревня Погореловка» Перемышльского района Калужской области).
Воспитывался в школе для мальчиков-сирот при Белогорском Николаевском мужском монастыре Пермской епархии (ныне в Кунгурском районе Пермского края).
Окончил духовную семинарию. По другим данным окончил гимназию. Работал учителем.
Вернулся в Белогорский монастырь. Принял монашеский постриг с именем Иерофей. Исполнял послушание регента. Был рукоположён в иерея. После закрытия монастыря служил в Пермской епархии.

### Начало епископского служения
В конце мая или в июне 1923 года, викарии Уфимской епархии, епископ Давлекановский Иоанн (Поярков) и епископ Аскинский Серафим (Афанасьев) хиротонисали Иерофея во епископа Тайгинского, викария Томской епархии. Это была последняя из епископских хиротоний, совершённых в период автокефального самоуправления Уфимской епархии, которая после выхода на свободу Патриарха Тихона стала подчиняться ему. На кафедру не выехал.
Не ранее середины июля 1923 года, после получения в Уфе известий об аресте епископа Нижнетагильского Льва (Черепанова), управлявшего также приходами Екатеринбурга, Шадринска (Екатеринбургская епархия), Осы и Оханска (Пермская епархия), епископ Иерофей был назначен на новоучреждённое Шадринское викариатство Екатеринбургской епархии, где он оказался единственным православным архиереем.
Его хиротония была признана Патриархом Тихоном. Имеются свидетельства, что епископ Иерофей посетил Москву, где 23 сентября вместе с Патриархом Тихоном принял участие в хиротонии епископа Мануила (Лемешевского).
14 (27) сентября 1923 года был назначен Патриархом Тихоном временно управляющим Екатеринбургской епархией.
12 декабря 1923 года определением Патриарха и Священного Синода стал епископом Сызранским, викарием Самарской епархии.
28 декабря того же года назначен епископом Спасским, викарием Казанской епархии.
В начале 1924 года назначен епископом Енисейским, викарием Красноярской епархии.
Не выезжал на места назначений, оставался в Шадринске.

### Епископ Никольский
19 марта 1924 года Патриарх Тихон назначил епископа Иерофея епископом Никольским, викарием Великоустюжской и Северо-Двинской епархии. 17 апреля 1924 года епископ Иерофей, уже будучи в новой должности, освятил южный престол Казанской церкви в городе Никольске.
Подвергался репрессиям со стороны властей — так, был арестован в 1925 года. Пользовался популярностью среди верующих.

### В оппозиции митрополиту Сергию
В сентябре 1927 года разослал по епархии текст «Декларации» Заместителя Патриаршего Местоблюстителя митрополита Сергия (Страгородского), отношение к которой было крайне негативным.
В январе 1928 года примкнул к «иосифлянам» — течению в церкви, которое негативно относилась к политике масштабных компромиссов с советской властью, проводившейся митрополитом Сергием (течение названо по имени его лидера, митрополита Иосифа (Петровых)).
Направил послание пастве, в котором отмечал: «Сознавая ответственность перед Богом за врученную мне паству, я заявляю 10/23 янв. сего года епископу Софронию, назначенному на В.-Устюжскую кафедру от синода, что моя никольская паства и духовенство, кроме соборного причта, отвергнутого народом, не могут принять его, так как отложились от Сергия и от синода. С другой стороны, я сообщил митрополиту Иосифу, что канонически присоединяю к нему духовенство и мирян Велико-Устюжской епархии, по благословению владыки Иринарха, законным заместителем которого я являюсь в настоящее время по всей В.-Устюжской епархии». (епископ Иринарх управлял епархией до октября 1926 года, а епископ Софроний был назначен правящим архиереем в декабре 1927). Из 23 существовавших в то время в Нокольском районе приходов позицию епископа поддержали 22.
10 февраля 1928 года был уволен Синодом митрополита Сергия на покой с запрещением в священнослужении. 11 апреля 1928 года повторно запрещён в священнослужении. Эти прещения не признал.
Предлагал своей пастве не сотрудничать с новой властью, по его определению, «антихристовой»: «Мы платим власти налоги, и дальше пусть она живет, как хочет. Мы не вмешиваемся в дела власти и не допустим вмешательства власти в церковные дела». В то же время стремился удержать верующих от явной конфронтации с новой властью: «Эта власть крепка, и нам с нею не справиться. Поэтому положимся на волю Господа, ибо все — в руках Его».

### Арест и смерть
Весной 1928 совершил свой последний поход по деревням вверенных его попечению приходов. Ходил пешком, в сопровождении двоих-троих особо доверенных и приближенных лиц. Таким образом, обойдя многие деревни и проведя моления с верующими, он добрался 27 апреля до Путилова (ныне Нижнекемское сельское поселение Никольского района Вологодской области). Путь владыки устилали цветами и вытканными домашними половиками. Верующие в праздничных одеждах рядами выстраивались на пути его и целовали землю, по которой ступали ноги епископа.
В этой деревне сотрудники ГПУ решили арестовать епископа (официальный повод для ареста неявка к следователю). 2 мая начальник милиции Никольского района Баданин арестовал владыку, но крестьяне освободили Иерофея . Начальник милиции и сопровождавшие его вынуждены были уехать.
Рано утром 4 мая в Путилово прибыл вооруженный отряд для ареста епископа. Владыка Иерофей успел скрыться в соседнее Вострово. 5 мая  крестьянки дер. Вострово увели епископа Иерофея в лес примерно в 1,5 км от деревни. Днём он укрывался в стоге сена, а по ночам встречался с верующими. К операции была подключена конная милиция. Акцию по поимке архиерея возглавил начальник Устюжского оперативного отдела ГПУ Соснин.
Сотрудники ОГПУ принудили арестованного келейника Николая Лепихина выдать епископа. Вечером 6 мая начальник милиции соседнего с Никольским Кичменгско-Городецкого района Гладышев, переодетый крестьянином, вместе с келейником шел к владыке. Увидев епископа в районе Вострово-Красная (от Путилово в сторону Кологрива), начальник райотдела потребовал поднять руки вверх, угрожая револьвером, но владыка стоял неподвижно. Тогда Гладышев выстрелил, тяжело ранив Иерофея в голову. Гладышев вернулся в Путилово, оставив истекавшего кровью архиерея в лесу. На рассвете 7 мая милиционеры вернулись и повезли владыку через Вострово и Путилово в Никольск вместе с большой группой арестованных крестьян. Очевидцы — жители деревни Путилово вспоминали, что он лежал на повозке, и если поднимал руку, чтобы благословить людей, то охрана активно препятствовала этому жесту — с размаха били прикладами ружей по поднятой кисти. То же самое происходило и в других деревнях на всем пути следования. Из Никольска на пароходе епископ был отправлен в Великий Устюг, административный центр Северо-Двинской губернии (ныне административный центр муниципального образования «Город Великий Устюг» Великоустюгского района Вологодской области), где через несколько дней, 16 мая 1928 года скончался в тюремной больнице. Был тайно похоронен в Великом Устюге на старом кладбище.

## «Ерофеевцы»
После гибели епископа в Никольском районе возникла религиозная община «ерофеевцев» — крестьян, не признававших официальную Церковь и проводивших молебны по домам, избирая священнослужителей из своего числа. Несмотря на гонения со стороны властей, община продолжала сохраняться в течение долгих десятилетий и «дожила» до XXI века. Одна из её участниц вспоминала в 2004 году: «Да, были инокини Ерофеевы: Елена, Наталья, Александра, Надежда, другая Наталья… Мы вместе собирались молиться. Обедницы читали у меня в избе и по очереди — у других. Тихонько так читали, чтобы с улицы не слышали. Все они прежде ходили за Ерофеем, и тот их в апостолицы посвятил. Бывало, в Байдарово он приедет — и звон на округу, из окрестных деревень пешком бегут. На его службах отдельного крылоса не было, инокини встанут и так складно поют. Но сейчас-то их уже нет. Остались их духовные дочери…».

## Почитание и канонизация
С точки зрения местных верующих (не только «ерофеевцев», но и прихожан Московского Патриархата), епископ принял мученическую кончину за православную веру. В то же время среди части жителей получил хождение апокриф, согласно которому настоящий епископ Иерофей, направленный на служение в Никольск, был убит белогвардейским офицером, завладевшим его документами и самозванно управлявшим викариатством. Эта версия не подтверждается архивными документами — очевидно, что речь идёт о дезинформации, запущенной властями с целью снять с себя ответственность за убийство епископа.
При подготовке канонизации новомучеников и исповедников, совершённой РПЦЗ в 1981 году его имя было внесено в черновой список поимённый новомучеников исповедников российских. Поимённый список новомучеников и исповедников РПЦЗ, куда вошло и имя епископа Иерофея, был издан только в конце 1990-х годов.
В лесу под Никольском на месте смертельного ранения владыки в 1999 года поставлен крест, на котором написано: «ВЛАДЫКЕ ІЕРОФЕЮ».
В Спасо-Преображенском соборе (РПЦ) г. Шадринска есть икона священномученика Иерофея (Афонина), написанная местным иконописцем Андреем Жуковым. В 2022 году председатель Комиссии по канонизации святых Шадринской епархии игумен Варнава (Аверьянов) предложил на рассмотрение перечень прославленных подвижников для включения в состав Собора святых Курганской митрополии, в числе которых был и епископ Иерофей.